# Lucas Lourenço
Lucas Lourenço Andrade dit Lucas Lourenço, né le 23 janvier 2001 à Santos au Brésil, est un footballeur brésilien qui évolue au poste de milieu offensif au Santos FC.

## Biographie

### Santos FC
Né à Santos au Brésil, Lucas Lourenço est formé par le Santos FC, qu'il rejoint en 2013, après avoir joué pour l'équipe de Futsal du club. Avec les U17 du club, il mène l'attaque de son équipe aux côtés de Rodrygo et de Yuri Alberto notamment.  Le 2 octobre 2017, il signe son premier contrat professionnel avec son club formateur, courant jusqu'en 2022. 
Le 2 décembre 2018, Lucas Lourenço joue son premier match en professionnel lors d'une rencontre de championnat face au Sport Recife. Il entre en jeu en cours de partie et son équipe s'incline (2-1).
Alors que le club craint de voir Lourenço partir en Europe, l'entraîneur Cuca l'intègre définitivement à l'équipe première et le jeune milieu offensif prolonge finalement son contrat le 1er septembre 2020 avec le Santos FC jusqu'en 2024.

### En équipe nationale
En mars 2017, il est appelé avec l'équipe du Brésil des moins de 17 ans pour participer au Tournoi de Montaigu.